# Monrad Wallgren
Monrad Charles Wallgren (17 avril 1891-18 septembre 1961) est un homme politique américain qui est le 13e gouverneur de Washington de 1945 à 1949. Il représente cet État à la Chambre des représentants des États-Unis et au Sénat des États-Unis.

## Biographie
Wallgren, d'origine suédoise, est né à Des Moines, Iowa en 1891. Sa famille s'installe dans le Texas en 1894, puis à Everett, Washington en 1901. Il fréquente les écoles publiques et l'école de commerce d'Everett, et obtient son diplôme de la Washington State School of Optometry à Spokane, Washington en 1914. Il travaille dans la vente au détail de bijoux et d'optométrie de 1915 à 1932, et sert également dans la Garde nationale de Washington de 1917 à 1919 et de 1921 à 1922. Il est un joueur exceptionnel de Billard français.
En 1932, Wallgren se présente aux élections à la Chambre des représentants des États-Unis en tant que démocrate. Il bat le républicain sortant Albert Johnson et prend ses fonctions au 73e Congrès des États-Unis le 4 mars 1933. A la fin de son quatrième mandat en 1940, Wallgren se présente au Sénat des États-Unis pour remplacer son collègue démocrate Lewis B. Schwellenbach, qui prend sa retraite pour accepter une nomination judiciaire. Wallgren remporte l'élection et est également nommé pour terminer le mandat de Schwellenbach. Il prend ses fonctions le 19 décembre 1940.
En 1944, il se présente avec succès au poste de gouverneur de Washington contre le républicain sortant Arthur B. Langlie, démissionnant du Sénat le 9 janvier 1945 pour occuper le poste de gouverneur à partir de cette date jusqu'en 1949. Il est battu lors de sa réélection au poste de gouverneur par Langlie en 1948 et est nommé par le président Harry Truman comme président du National Security Resources Board. Cette nomination est retirée plus tard et Wallgren devient président de la Commission fédérale de l'énergie en 1950 et 1951. Il prend ensuite sa retraite de la fonction publique.
En 1961, Wallgren décède des suites de complications résultant d'un accident de la circulation.